# Разгруженный компенсатор
Разгруженный компенсатор предназначен для компенсации осевых, сдвиговых перемещений трубопроводов. При использовании разгруженных компенсаторов нет необходимости в неподвижных опорах, которые предназначены для принятия нагрузки распорных усилий как в обычном трубопроводе. В отличие от обычных компенсаторов, разгруженные обеспечивают компенсацию деформации трубопроводов любых видов и их сочетаний одновременно с восприятием распорных усилий, которые образуются из-за давления и эффективной площади компенсатора. Использование разгруженных компенсаторов особенно эффективно там, где установка неподвижных опор затруднена в связи с нехваткой пространства или невозможностью установки опор. Компенсатор проектируется таким образом, что эффективная площадь сильфонов большего размера в два раза превосходит эффективную площадь сильфона меньшего размера. Металлические компенсаторы способны выдерживать температуру выше 200°С и высокие давления среды.

## Виды разгруженных компенсаторов
1. Осевой разгруженный компенсатор
Осевые компенсаторы компенсируют распорные усилия за счет дополнительного (промежуточного) сильфона, эффективная площадь которого в два раза превосходит эффективную площадь двух остальных сильфонов.
Принцип работы осевого компенсатора заключается в том, что при температурном удлинении участка трубопровода длиной в 20 мм, каждый сильфон меньшего размера сжимается на 10 мм, в то время как сильфон большего размера растянется на 20 мм.
Альтернативой к использованию фланцев/затяжек, может быть комбинация из фланцы/патрубки. В подобном случае распорные усилия будут проходить через патрубки/труба. Преимущество подобной конструкции заключается в её сравнительной простоте и выгодной стоимости и такого решения. Еще одним преимуществом подобной конструкции является то, что патрубки выполняют также роль внутренней гильзы, а также переносят распорные усилия.
2. Резиновый разгруженный компенсатор
Компенсатор резиновый - это гибкий компонент наподобие металлического сильфонного компенсатора. Гибкая часть компенсатора произведена из натуральной или синтетической резины с текстильным, нейлоновым или металлическим армированием. Фланцевые соединения сделаны из стали, нержавеющей стали, резины и других материалов - в зависимости от условий эксплуатации.
Резиновый компенсатор в зависимости от конструкции может компенсировать различные смещения, например, осевое смещение – изменение длины сильфона. Длина сильфона может либо сокращаться, либо увеличиваться в зависимости от вида смещений в трубопроводных линиях.

## Применение
Разгруженные компенсаторы предназначены для восприятия осевых удлинений на отводе труб без передачи сил реакции от повышенного или пониженного давления на прилегающие фиксированные опоры.
Угловые разгруженные компенсаторы применяются, когда из-за недостатка места возможна только осевая компенсация.
Разгруженные резиновые компенсаторы, как правило, устанавливаются на трубопроводах больших диаметров с низкими давлениями и высокими температурами (до 100°С). 
Разгруженные компенсаторы применяются для: компенсации температурного расширения трубопроводов; предотвращения разрушения труб при их деформации; компенсации не соосности при монтаже трубопроводных систем, возникших вследствие сборочных работ, а также устранения вибрационных нагрузок от работающего оборудования и потока транспортируемой среды и обеспечивают герметизации трубопроводов. 